# Handball-DDR-Oberliga (Frauen) 1984/85
Die DDR-Handballmeisterschaft der Frauen wurde mit der Saison 1984/85 zum 35. Mal ausgetragen. Der ASK Vorwärts Frankfurt/O. errang nach 1982 und 1983 verlustpunktfrei seine dritte Meisterschaft. Mit der BSG Einheit/Sirokko Neubrandenburg und der BSG Halloren Halle stiegen nach drei Jahren wieder Mannschaften aus dem Oberhaus ab.
Torschützenkönigin wurde Kerstin Nindel vom SC Leipzig mit 111 Toren (davon 44 Siebenmeter).

## Statistiken

### Abschlusstabelle
| Pl.  | Verein                             | Sp | S  | U | N  | Tore    | Punkte |
| ---- | ---------------------------------- | -- | -- | - | -- | ------- | ------ |
| 1.   | ASK Vorwärts Frankfurt/O. (P)      | 18 | 18 | – | 0– | 457:274 | 36:0   |
| 2.   | SC Leipzig (M)                     | 18 | 15 | 1 | 02 | 451:328 | 31:05  |
| 3.   | SC Magdeburg                       | 18 | 12 | – | 06 | 412:307 | 24:12  |
| 4.   | TSC Berlin                         | 18 | 11 | 1 | 06 | 390:307 | 23:13  |
| 5.   | SC Empor Rostock                   | 18 | 10 | 1 | 07 | 350:310 | 21:15  |
| 6.   | TSG Wismar                         | 18 | 04 | 4 | 10 | 323:366 | 12:24  |
| 7.   | BSG Sachsenring Zwickau            | 18 | 05 | 1 | 12 | 293:414 | 11:25  |
| 8.   | BSG Umformtechnik Erfurt           | 18 | 05 | – | 13 | 314:396 | 10:26  |
| 9.   | BSG Einheit/Sirokko Neubrandenburg | 18 | 02 | 2 | 14 | 247:370 | 06:30  |
| 10.0 | BSG Halloren Halle                 | 18 | 03 | – | 15 | 278:443 | 06:30  |

 DDR-Meister 0  Absteiger in die DDR-Liga 1985/86
 (M) DDR-Meister 1984 0 (P) FDGB-Pokalsieger 1984

### Kreuztabelle
| 1984/85 13. Oktober 1984 – 30. März 1985 | 1984/85 13. Oktober 1984 – 30. März 1985 | ASK Vorwärts Frankfurt/O. | SC Leipzig | SC Magdeburg | TSC Berlin | SC Empor Rostock | TSG Wismar | BSG Sachsenring Zwickau | BSG UT Erfurt | BSG Einheit/Sirokko Neubrandenburg | BSG Halloren Halle |
| ---------------------------------------- | ---------------------------------------- | ------------------------- | ---------- | ------------ | ---------- | ---------------- | ---------- | ----------------------- | ------------- | ---------------------------------- | ------------------ |
| 01.                                      | ASK Vorwärts Frankfurt/O.                |                           | 29:19      | 16:14        | 23:17      | 25:17            | 24:18      | 33:12                   | 29:13         | 27:90                              | 31:12              |
| 02.                                      | SC Leipzig                               | 20:26                     |            | 27:22        | 16:14      | 19:16            | 27:20      | 36:12                   | 31:13         | 28:10                              | 28:10              |
| 03.                                      | SC Magdeburg                             | 16:25                     | 22:25      |              | 27:16      | 17:18            | 25:12      | 27:14                   | 25:15         | 24:16                              | 34:16              |
| 04.                                      | TSC Berlin                               | 13:18                     | 18:19      | 20:15        |            | 22:19            | 20:17      | 28:11                   | 29:13         | 22:13                              | 27:10              |
| 05.                                      | SC Empor Rostock                         | 18:20                     | 19:19      | 14:16        | 16:20      |                  | 21:17      | 29:16                   | 21:15         | 18:11                              | 21:14              |
| 06.                                      | TSG Wismar                               | 17:20                     | 22:26      | 13:27        | 19:19      | 17:16            |            | 20:20                   | 27:22         | 19:19                              | 24:16              |
| 07.                                      | BSG Sachsenring Zwickau                  | 15:23                     | 25:30      | 14:29        | 19:27      | 17:23            | 18:16      |                         | 17:15         | 14:13                              | 21:13              |
| 08.                                      | BSG Umformtechnik Erfurt                 | 16:23                     | 20:25      | 16:21        | 16:29      | 17:19            | 18:16      | 21:17                   |               | 17:14                              | 29:12              |
| 09.                                      | BSG Einheit/S. Neubrandenburg            | 11:31                     | 10:26      | 12:21        | 16:30      | 13:14            | 14:14      | 14:13                   | 19:20         |                                    | 18:19              |
| 10.                                      | BSG Halloren Halle                       | 17:34                     | 20:30      | 18:30        | 20:19      | 15:31            | 14:15      | 17:18                   | 22:18         | 13:15                              |                    |

### Torschützenliste
|     | Spieler           | Verein                    | Tore / 7 m |
| --- | ----------------- | ------------------------- | ---------- |
| 01. | Kerstin Nindel    | SC Leipzig                | 111 / 44   |
| 02. | Katrin Krüger     | ASK Vorwärts Frankfurt/O. | 110 / 46   |
| 03. | Annegret Matthäus | TSC Berlin                | 100 / 23   |
| 04. | Kerstin Rast      | SC Magdeburg              | 090 / 42   |
| 05. | Evelyn Hübscher   | ASK Vorwärts Frankfurt/O. | 081 / 09   |
| 06. | Gisela Großer     | TSG Wismar                | 079 / 04   |
| 06. | Dietlind Krahn    | BSG Sachsenring Zwickau   | 079 / 41   |
| 08. | Ute Ebert         | BSG Sachsenring Zwickau   | 074 / 12   |
| 09. | Cordula David     | TSC Berlin                | 073 / 36   |
| 10. | Kerstin Dreier    | TSG Wismar                | 072 / 52   |

## Meistermannschaft
| 1.                                 | ASK Vorwärts Frankfurt/O. |
| ---------------------------------- | --- |
| Logo vom ASK Vorwärts Frankfurt/O. | - Tor: Ramona Grobmann, Heidrun Quittkat - Feldspieler: Marion Schulz, Sybille Wagner, Evelyn Hübscher, Denise Lehmann, Katrin Krüger , Ardina Tief, Marika Hoffmann, Silke Thiel, Ulrike Noßbach, Andrea Hellmich, Carmen Steffen, Jana Beyer, Birgit Pleitz - Trainer: Wolfgang Pötzsch und Dietmar Schmidt |